# Crildumer Bucht
Die Crildumer Bucht ist eine ehemalige Meeresbucht im Wangerland an der Westseite der heutigen Jademündung. Die verzweigte Bucht entstand in den letzten Jahrhunderten vor Christus und bestand bis ins 13. Jahrhundert.

## Lage
Die Bucht befand sich am nordöstlichen Rand der ostfriesischen Halbinsel. Sie erstreckte sich an der Westseite der Jade zwischen den heutigen Orten Horumersiel im Norden und Hooksiel im Süden. Die Bucht reichte tief nach Westen bis etwa zu einer Linie Hohenkirchen Oldorf und Waddewarden, vereinzelte Ausläufer auch noch weiter. Das Crildumer Tief, das Wüppelser Tief, die Poggenburger Leide und das Hohenstief sind verbliebene Entwässerungspunkte dieser Bucht.

## Geschichte
Die verzweigte Bucht entstand in den letzten Jahrhunderten vor Christus und trennte im Mittelalter die Gaue Wanga und Östringen voneinander. Die Ausläufer der Bucht wurden durch die von Westen zufließenden Gewässer offen gehalten. Mit dem Meereseinbruch der Harlebucht um 800 n. Chr. wurden diese Zuflüsse unterbrochen und entwässerten nun über die Harlebucht in die Nordsee. Ohne die Spülwirkung der Zuflüsse verlandete die Crildumer Bucht schnell und wurde ab dem 11. Jahrhundert mit Sietwendungen und küstenparallelen Deichen in mehreren Schritten eingedeicht. Nachgewiesen ist ein Ringdeich um die Ortschaften Oldorf und Neuwarfen, die auf einer in die Bucht ragenden Halbinsel lagen. Die meisten weiteren Deiche entstanden im 12. Jahrhundert, bis die gesamte Bucht mit dem Altendeich im Verlauf der heutigen Landesstraße L 810 abschließend eingedeicht wurde.
Das eingedeichte Land der ehemaligen Crildumer Bucht wurde durch die Siele bei Rüschestede nahe Hooksiel, bei Maihausen am Crildumer Tief, durch das St. Jooster Siel bei Altebrücke am Hohenstief und ein Siel bei der Stumpenser Mühle am Horumer Tief entwässert. Mit dem Deichbau von 1542 wurde der gesamte Altendeich um ein weiteres Stück vorverlegt. Das Crildumer Siel und das Hohenstiefersiel entstanden. Mit weiteren Eindeichungen 1568, 1591, 1625 und abschließend 1995 wurde die heutige Küstenlinie zwischen Horumersiel und Hooksiel erreicht.